# بن وودساید
بن وودساید (انگلیسی: Ben Woodside؛ زادهٔ ۱ ژوئیهٔ ۱۹۸۵) بازیکن بسکتبال اهل ایالات متحده آمریکا است.